# 久留里藩
久留里藩（日语：／ Kururi han */?）是日本江戶時代的一個藩，位於上總國望陀郡久留里。

## 歷史
最初是大須賀氏。後來到土屋氏入主，不過1679年土屋氏被貶為旗本，被廢藩，久留里城被拆卸。1742年上野國沼田藩主黑田直純再度立藩，並重建久留米城。第七代藩主直靜創立藩校三近塾。在幕末，為了應付外國商船及軍艦入侵，軍費大幅增加，導致財政困難。1871年因廢藩置縣永久停止運作，而藩內領城成為久留里縣，然後到木更津縣最後成為千葉縣的一部份。

## 藩主

### 大須賀家
3万石。譜代。
1. 大須賀忠政

### 土屋家
譜代。2万石。
1. 土屋忠直
2. 土屋利直
3. 土屋直樹

### 廢藩
- （1679年－1742年）

### 黑田家
1. 黑田直純
2. 黑田直亨
3. 黑田直英
4. 黑田直溫
5. 黑田直方
6. 黑田直侯
7. 黑田直靜
8. 黑田直和
9. 黑田直養